# Hyalonema choaniferum
Hyalonema choaniferum är en svampdjursart som först beskrevs av Claude Lévi 1964.  Hyalonema choaniferum ingår i släktet Hyalonema och familjen Hyalonematidae. Inga underarter finns listade i Catalogue of Life.